# Teversal
Teversal är en by i unparished area Sutton in Ashfield, i distriktet Ashfield, i grevskapet Nottinghamshire i England. Byn är belägen 6 km från Mansfield. Teversal var en civil parish fram till 1935 när blev den en del av Sutton in Ashfield. Civil parish hade 946 invånare år 1931. Byn nämndes i Domedagsboken (Domesday Book) år 1086, och kallades då Tevreshalt.